# RoboCop: La Serie
RoboCop: The Series - (en español: RoboCop, La Serie) es una serie de televisión canadiense, que duraba en media 42 minutos lanzada en el año 1994. Fue creado por Michael Miner y Edward Neumeier.
El guion de la serie fue basado en las ideas de la película RoboCop, que también tuvo conexión entre el lanzamiento de RoboCop 2. Pero para transformar una de las mayores franquicias de la época en una serie, Fox y CTV (emisoras productoras de la serie) tuvieron algunos problemas en derechos de autor, con la M.G.M, así tuvieron que cambiar nombres de algunos personajes.

## Reparto
- Richard Eden
- Blu Mankuma
- David Gardner
- Dan Duran
- Ken Quinn
- Jordan Hughes
- Yvette Nipar
- Andrea Roth

## Enredo
Cuenta la historia que ocurre en Delta City (una ciudad ficticia). Donde un científico, nombrado de Cray Malladro, decide junto con una comunidad científica, crear un Neurocerebro. Al crear el instrumento decide inventar una especie de cyborg. Así nació RoboCop.

## Lista de episódios
- "The Future of Law Enforcement"
- "Prime Suspect"
- "First Suspect"
- "Trouble in Delta City"
- "Delta City"
- "Officer Missing"
- "Absence of Police"
- "What Money Can't Buy"
- "Ghosts of War"
- "Zone Five"
- "Provision 22"
- "Faces of Eve"
- "When Justice Fails"
- "The Human Factor"
- "Inside Crime"
- "RoboCop vs Commander Cash"
- "Illusions"
- "The Tin Man"
- "Sisters in Crime"
- "Heartbreakers"
- "Mother's Day"
- "Nano"
- "Corporate Raiders"
- "Midnight Minus One"
- "Public Enemies"